# Wong Kim Poh
Wong Kim Poh, conosciuto anche come Huang Jinfu (黄锦富T, Huáng JǐnfùP; Kluang, 12 febbraio 1934 – Simei, 29 ottobre 2013), è stato un cestista singaporiano.

## Carriera
Con Singapore ha disputato i Giochi olimpici di Melbourne 1956.